# Лаконія
Лако́нія (грец. Λακωνία) — ном в південно-західній Греції, на південному сході півострова Пелопоннес. Столиця ному — місто Спарта. 
В античні часи тут існувала однойменна держава: на початку 11 століття до н. е. Лаконія була захоплена дорійцями, які утворили тут свою державу — Спарту. 
На півдні регіону розташовані печери «Діру» і «Кастанья».

## Муніципалітети і комуни
| YPES код | Муніципалітет  | Поштовий код | Місцева влада (якщо відрізняється) | Тел. код |
| -------- | -------------- | ------------ | ---------------------------------- | -------- |
| 3        | Асопос         | 3202         | Пападіаніка                        | 230 56   |
| 2        | Анатолікі Мані | 3201         | Котронас                           | 230 66   |
| 7        | Елос           | 3207         | Влахіотіс                          | 230 55   |
| 20       | Фаріс          | 3222         | Ксирокамбі                         | 230 54   |
| 5        | Геронтрес      | 3204         | Геракі                             | 230 58   |
| 6        | Гітіо          | 3205         |                                    | 232 00   |
| 10       | Крокеес        | 3211         |                                    | 230 57   |
| 11       | Молаї          | 3212         |                                    | 230 52   |
| 12       | Монемвассія    | 3213         |                                    | 230 70   |
| 13       | Містра         | 3214         | Магула                             | 231 00   |
| 14       | Ніата          | 3215         | Айос-Дімітріос                     | 230 60   |
| 15       | Інунтас        | 3216         | Селласія                           | 230 64   |
| 16       | Ітіло          | 3217         | Ареополі                           | 230 62   |
| 17       | Пеллана        | 3218         | Касторіо                           | 230 59   |
| 18       | Скала          | 3219         |                                    | 230 51   |
| 19       | Смінос         | 3220         | Айос-Ніколаос                      | 230 61   |
| 1        | Спарті         | 3221         |                                    | 231 00   |
| 9        | Терапнес       | 3209         | Ґориця                             | 231 00   |
| 4        | Віес           | 3203         | Неаполі                            | 230 53   |
| 8        | Заракас        | 3208         | Ріхея                              | 230 68   |
| YPES код | Комуна         | Поштовий код | Місцева влада (якщо відрізняється) | Тел. код |
| 21       | Елафонісос     | 3206         |                                    | 230 53   |
| 22       | Каріес         | 3210         |                                    | 230 67   |

## Замок в Геракі

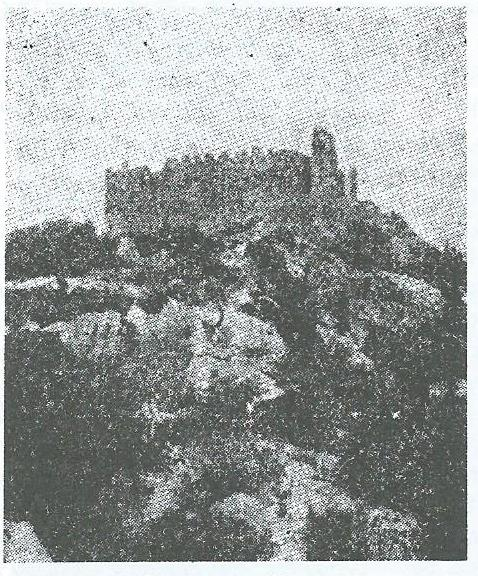
Замок в Геракі

На західному схилі гори Парнон поблизу села Геракі  розташовані руїни замку, побудованого у 1209 році франкським бароном Гі де Нівеле. В 1259 році після поразки в битві під Пелагонією   замок перейшов до греків. В 1460 році він був захоплений турками під керівництвом Мехмеда II Фатіха, проте через три роки відвойований венеційцями. В 1715 році - турки. Остаточно замок покинули в XVIII столітті. На території укріплення та поруч з ним залишились руїни близько 30 церков таких як церква Святого Георгія, церква Святої Параскеви, церква Святого Миколая, церква Святого Созона та інші, побудовані із використанням мармуру з древніших об'єктів.